# Tatra (bier)
Tatra is een Pools biermerk van lage gisting. Het bier wordt gebrouwen in Browar Elbląg te Elbląg, Browar Leżajsk te Leżajsk en Browar Warka te Warka. De brouwerijen maken onderdeel uit van de Grupa Żywiec (61% eigendom van Heineken).
De productie van Tatra begon aan het eind van de jaren 70 in de brouwerij van Żywiec onder de naam Tatra Żywiec Lager. Tatra werd gebrouwen tot 1992 maar werd opnieuw op de markt gebracht in april 1998. Het behoort tot de populairste bieren in Polen.

## Varianten
- Tatra Jasne Pełne, blonde lager met een alcoholpercentage van 6%
- Tatra Mocne, blonde lager met een alcoholpercentage van 7%
- Tatra Grzaniec, seizoensbier dat warm wordt geserveerd, bevat kaneel-, kardemom- en kersenaroma en een alcoholpercentage van 5,8%

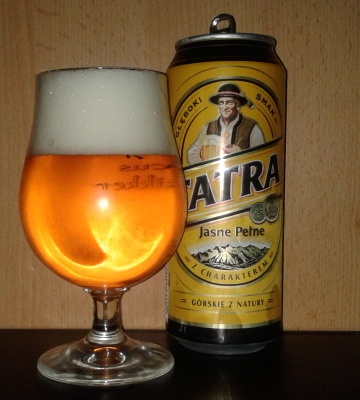
Tatra Jasne Pełne, blik en uitgeschonken
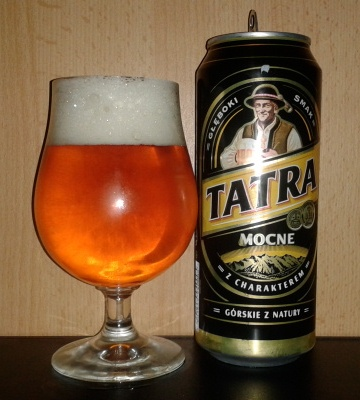
Tatra Mocne, blik en uitgeschonken